# Ботмер, Карл фон
Карл Бернхард Людвиг Фердинанд Фрайхерр фон Ботмер (22 декабря 1880, Грайфсвальд — 6 апреля 1947, Белград) — офицер генерального штаба, участник обеих мировых войн, управляющий Земельного союза, историк и генеалог.

## Биография
Происходил из баронской линии Ботмеров, дома Беннемюленов. Был сыном советника окружного суда Бернхарда Фрейхера фон Ботмера и его жены Гертруды, урожденной фон Борке. Его дед был королевским ганноверским судебным советником. В 1906 женился на Рут фон Хеннингес, дочь Гудрун родилась в 1907. Работал архивариусом с 1919, готовил исторические исследования в основном связаны с вопросами военной истории. В 1893—1898 был кадетом в Кёслине и Грос-Лихтерфельде. Затем он был переведён в 92-й пехотный полк прусской армии в качестве портупей-фендрика. В начале Первой мировой войны был капитаном генерального штаба и принимал участие в битве при Танненберге. После различных командировок в Польшу, Галицию, Карпаты, Францию (Верден) и Фландрию в качестве майора, с апреля по август 1918 он был представителем верховного главнокомандования армии при имперском посольстве в Москве, его задачей было вести переговоры о репатриации немецких военнопленных. Летом 1918 он вместе с Вильгельмом Хеннингом был представителем группы сотрудников посольства, которые, вопреки концепции ответственного статс-секретаря Рихарда фон Кюльмана, требовали немедленного вмешательства в Гражданскую войну в России и оккупации Москвы и Петрограда немецкими войсками. 25 июня 1918 он записал в своём дневнике: 
«Я хотел бы увидеть 100 пар еврейских мальчиков, висящих рядом друг с другом (…) на кремлёвской стене. Если возможно, так, чтобы смерть наступала медленно, чтобы усилить эффект».
 Он удалил это антисемитское замечание перед публикацией своего дневника в 1922. После войны он принял участие в Капповском путче. Был уволен из армии в 1920 и с 1922 работал управляющим директором Поморского земельного союза. С 1924 по 1934 он также был одним из молодёжных лидеров Немецкой национальной народной партии в районе Арнсвальде. В 1934 он вступил в рейхсвер в звании майора (E-Offizier), затем был принят в вермахт и принял участие во вторжении в Польшу в 1939. В звании полковника он был полевым командиром в Нише с 1941. Его письменный отказ вышестоящим властям выполнить приказ Гитлера расстрелять 100 заложников за убитого партизанами немецкого солдата привёл к его увольнению из вермахта в 1943. В 1947 разыскивался следственным судьёй Фредом Кауфманном (нем. Fred Kaufmann) на Нюрнбергском процессе в качестве свидетеля обвинения. К тому времени, однако, он сам был осуждён югославским судом как военный преступник и расстрелян.

## Публикации
- Ботмер К. фон. С графом Мирбахом в Москве: Дневниковые записи и документы за период с 19 апр. по 24 авг. 1918 г. 2-е изд., испр. и доп. — М.: РАН, 1997. — 190 с.[5]